# Дремлюга Микола Васильович
Микола Васильович Дремлюга (нар. 2 (15) липня 1917, Бутурлинівка — 18 грудня 1998) — український композитор, педагог, музично-громадський діяч, член Національної спілки композиторів України.

## Біографія

Могила Миколи Дремлюги

Народився 2 (15 липня) 1917 року в селі Бутурлинівці (нині місто Воронезької області Росії) в учительській родині (батько викладав математику, мати — літературу). Микола досконало оволодів французькою та німецькою мовами, читав в оригіналі Шиллера, Ґете, Новаліса, Віланда, брав уроки гри на фортепіано у піаніста Г. Беклемішева. Проте, за наполяганням батька вступив на факультет хімічного машинобудування Київського індустріального інституту (нині НТУУ «КПІ»), який закінчив у 1939 році. Під час навчання в КПІ Микола Дремлюга продовжував займатися музикою — виступав на концертах, виконуючи віртуозні прелюдії Сергія Рахманінова, створював власні композиції.
В 1946 році закінчив Київську консерваторію по класу композиції Л. Ревуцького та історико-теоретичний факультет. Ще студентом у 1944 році був прийнятий до Спілки композиторів України. В 1949 році закінчив аспірантуру. З 1946 року — викладач на історико-теоретичному та композиторському факультетах Київської консерваторії, з 1965 року доцент, з 1978 року професор.
Дружина (з 1955 року) — літературознавиця, кандидат філологічних наук Валентина Крементуло (1923—2018).
Помер 18 грудня 1998 року. Похований разом з дружиною в Києві на Байковому кладовищі (ділянка № 49а, 50°25′1.20″ пн. ш. 30°30′5.50″ сх. д. / 50.4170000° пн. ш. 30.5015278° сх. д.).

## Вшанування пам'яті
15 липня 2017 року на державному рівні в Україні відзначалась пам'ятна дата — 100 років з дня народження Миколи Дремлюги (1917—1998), композитора, громадського діяча, народного артиста України.

## Твори
кантати:
- «На оновленій землі» (слова І. Франка, В. Бичка, В. Сосюри, 1963), «На колгоспних полях» (слова О. Новицького, 1966),
- ораторія «Ленін» (1970);

для симфонічного оркестру
- цикл симфонічних поем «Батьківщина»
- сюїта «В Польщі» (1962),
- «Болгарська поема» (1966),
- «Лірична поема» (1966),
- «Пороніно» (1961),
- 6 симфоній (1968, 1971,1978,1983,1986,1991);
- поема «Пісня про мир» (1977);

концерти для інструментів з оркестром:
- для фортепіано (1965),
- 2 для труби (1976, 1977),
- 2 для скрипки (1984,1991),
- для бандури (1985),
- для гобоя (1992),

для інструментів соло
- для фортепіано цикл «Зима», «Весняна сюїта», «Фортепіанний альбом», прелюдії та ін.;
- для віолончелі — Поема,
- для скрипки — Соната,
- для гітари — Соната,
- для бандури — З сонати, 3 сюїти. Дума та ін.;

вокальні цикли
- на сл. Ф. Петрарки, В. Шекспіра, А. Міцкевича, Омара Хайяма, В. Сосюри, М. Рильського, Лесі Українки;
- романси (понад 80) на сл. Мікеланджело, П.Ронсара, П.Елюара, Х. Р. Хіменеса, О.Пушкіна, І.Буніна, І.Франка, Т.Масенка, Л.Вишеславського, Дм. Павличка, А.Демиденка та ін.;

концертні обробки народних пісень для голосу з фортепіано (бл. 100),
хори — цикл «Пори року» (сл. Д.Луценка та О.Марунич);
пісні — «Рідне місто моє» (сл. О.Ющенка), «На Дніпрі» (сл. Д.Луценка), «Незабудки» (сл. Л.Реви), «За рікою тільки вишні» (сл. Б.Олійника) та ін.,
- пісні для дітей;

музика до кінофільмів.
- «Суєта» (1956),
- «Під Золотим орлом» (1957).

### Музикознавчі праці
- Українська фортепіанна музика (дожовтневий період), К., 1958;
- Думки про обробки нар. пісні// Мистецтво, 1959, № 2 та ін.

## Відзнаки
- Заслужений діяч мистецтв УРСР (1972);
- народний артист України (1993);
- Лауреат Державної премії України ім. Т. Г. Шевченка (1998; за симфонію № 3, присвячену пам'яті жертв голодомору 1932—1933 років в Україні)[5].